# Tàngara andina
La tàngara andina (Cnemoscopus rubrirostris) és una espècie d'ocell sud-americana de la família Thraupidae que es pot trobar a Veneçuela, Colòmbia, l'Equador, el Perú i Bolívia.

## Taxonomia
És l'única espècie del gènere Cnemoscopus Bangs et Penard, 1919, segons la classificació del COI edició 11.1, 2021.
Està formada per dues subespècies, que segons altres autors són espècies de ple dret:
- Cnemoscopus rubrirostris sensu stricto - tàngara andina de caputxa grisa.[4] Habita des de l'oest de Veneçuela i nord de Colòmbia, fins l'Equador.
- Cnemoscopus chrysogaster (Taczanowski, 1875) - tàngara andina ventredaurada.[5] Habita des del nord del Perú fins Bolívia septentrional.